# Automeris
Automeris är ett släkte av fjärilar. Automeris ingår i familjen påfågelsspinnare.

## Bildgalleri

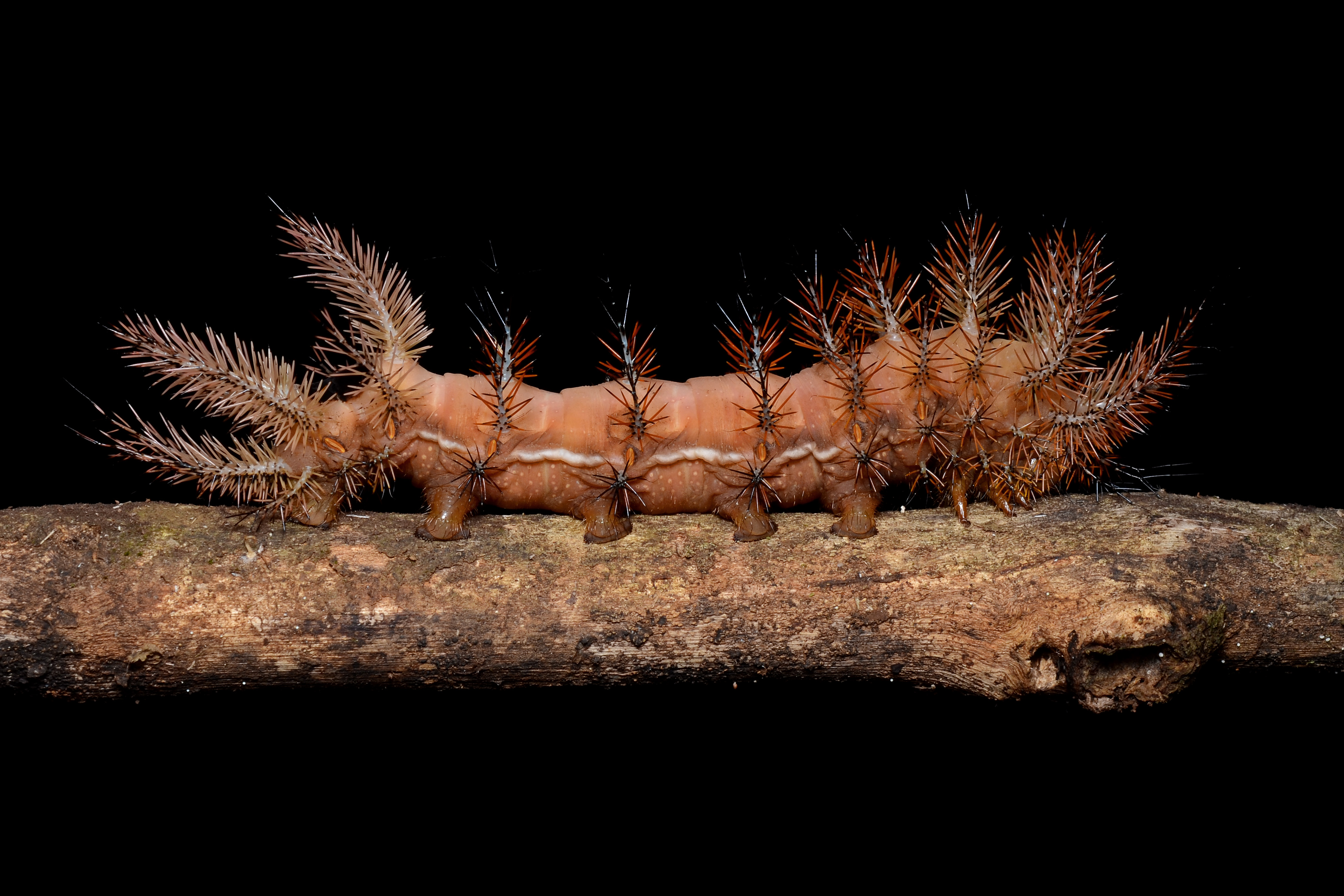
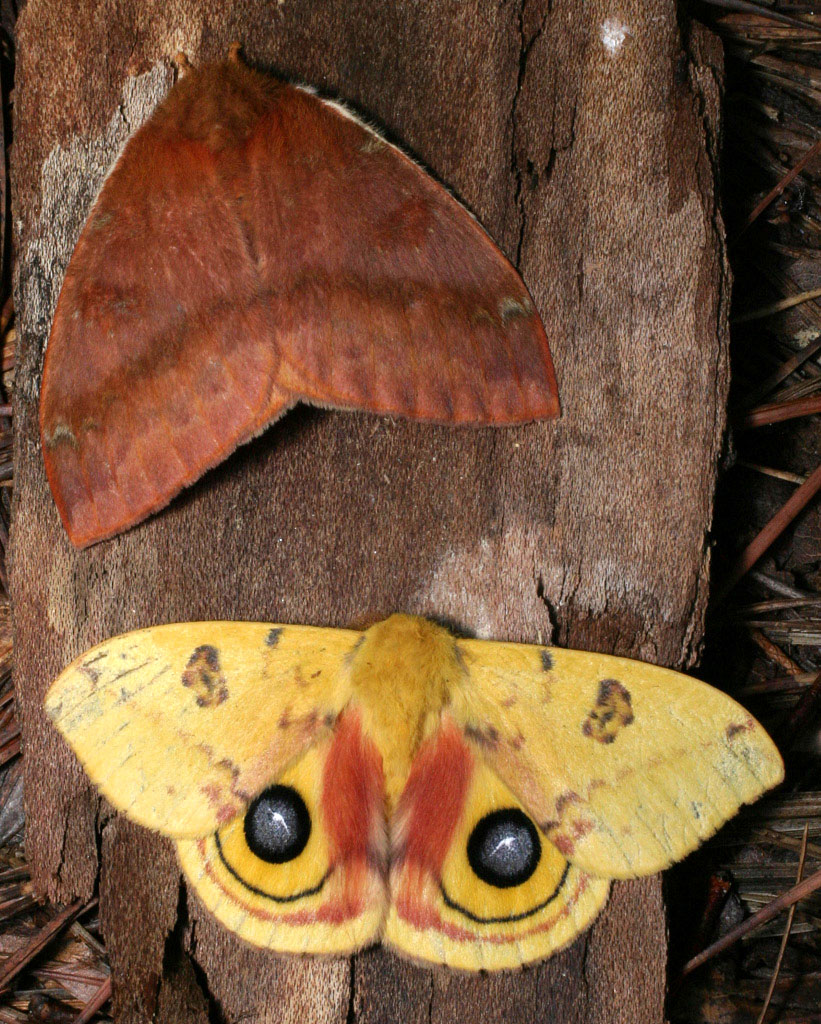
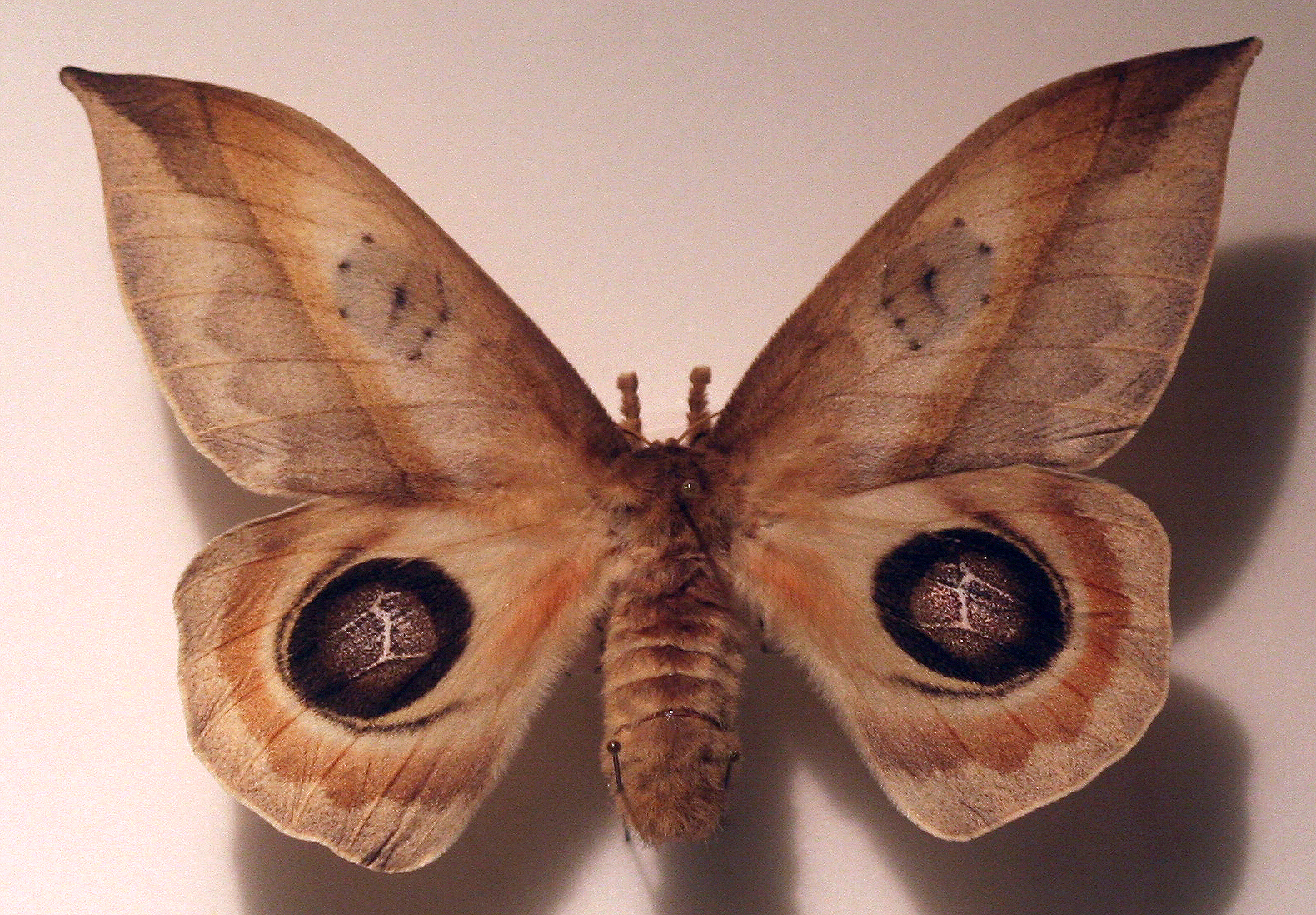
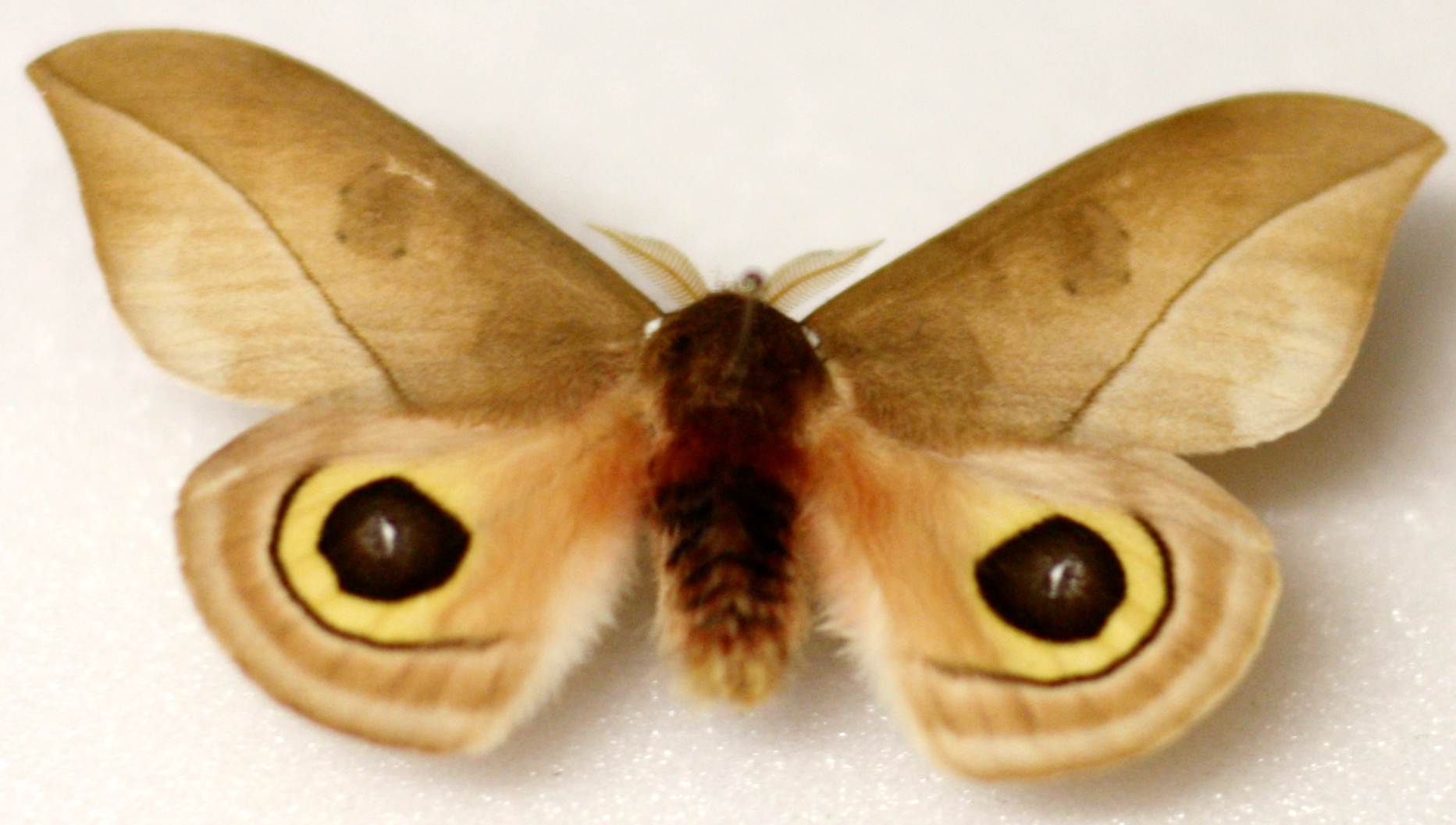
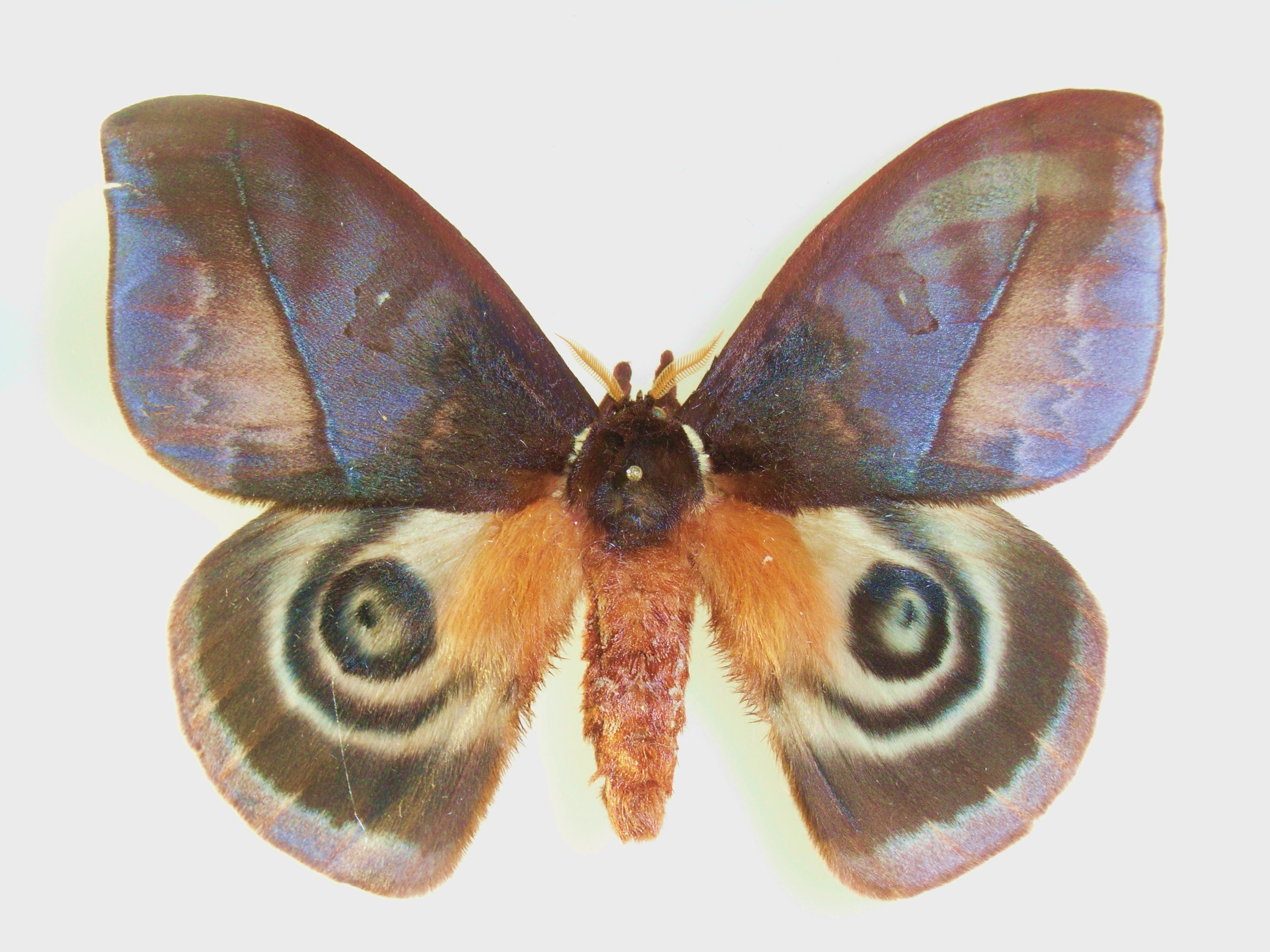
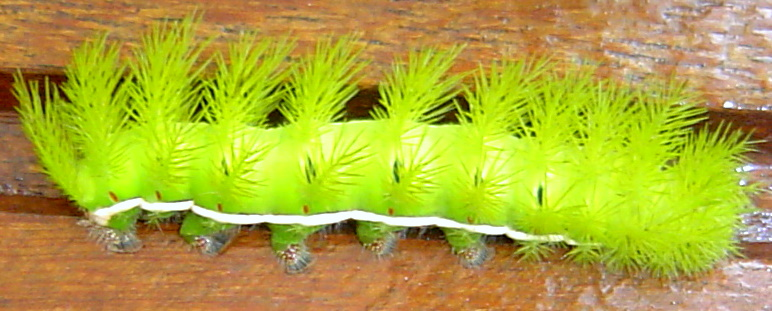

## Dottertaxa tillAutomeris, i alfabetisk ordning[1]
- Automeris abdominalis
- Automeris adelon
- Automeris adusta
- Automeris affinis
- Automeris alticola
- Automeris altus
- Automeris amanda
- Automeris amoena
- Automeris amoenoides
- Automeris andicola
- Automeris angulatus
- Automeris annulata
- Automeris approximata
- Automeris argentifera
- Automeris argus
- Automeris aristei
- Automeris arminia
- Automeris aspersus
- Automeris ater
- Automeris atrolimbata
- Automeris attenuata
- Automeris aurantiaca
- Automeris aurosea
- Automeris averna
- Automeris balachowskyi
- Automeris banus
- Automeris basalis
- Automeris beckeri
- Automeris belti
- Automeris bilinea
- Automeris boops
- Automeris boucardi
- Automeris brasiliensis
- Automeris caeca
- Automeris castrensis
- Automeris caucensis
- Automeris cecrops
- Automeris celata
- Automeris chacona
- Automeris chiricahuana
- Automeris cinctistriga
- Automeris cochabambae
- Automeris coffeae
- Automeris colenon
- Automeris collateralis
- Automeris colombianus
- Automeris coloradensis
- Automeris columbiana
- Automeris complicata
- Automeris conjuncta
- Automeris coresus
- Automeris corollaria
- Automeris crassus
- Automeris crudelis
- Automeris cruentus
- Automeris cryptica
- Automeris curitiba
- Automeris curvilinea
- Automeris dandemon
- Automeris daudiana
- Automeris denhezorum
- Automeris denticulatus
- Automeris denudata
- Automeris descimoni
- Automeris despicata
- Automeris dioxippus
- Automeris divergens
- Automeris dognini
- Automeris draudti
- Automeris draudtiana
- Automeris duchartrei
- Automeris ecuadora
- Automeris egeides
- Automeris egeus
- Automeris elegans
- Automeris eogena
- Automeris equatorialis
- Automeris erisichton
- Automeris erubescens
- Automeris escalantei
- Automeris euryopa
- Automeris excreta
- Automeris exentricus
- Automeris exigua
- Automeris fabricii
- Automeris falcifer
- Automeris falco
- Automeris ferruginea
- Automeris ferrugineus
- Automeris fieldi
- Automeris flavomarginatus
- Automeris fletcheri
- Automeris foucheri
- Automeris fumosa
- Automeris fusca
- Automeris gabriella
- Automeris gadouae
- Automeris geayi
- Automeris godarti
- Automeris goiasensis
- Automeris goodsoni
- Automeris gradli
- Automeris grammodes
- Automeris granulosus
- Automeris grisea
- Automeris griseorosea
- Automeris guyanensis
- Automeris hagar
- Automeris hamata
- Automeris harrisorum
- Automeris hebe
- Automeris heppneri
- Automeris herse
- Automeris hesselorum
- Automeris illustris
- Automeris immodicus
- Automeris incarnata
- Automeris innoxia
- Automeris inornata
- Automeris insolens
- Automeris intermedius
- Automeris io
- Automeris iris
- Automeris janus
- Automeris jivaros
- Automeris joiceyi
- Automeris jucunda
- Automeris jucundoides
- Automeris junonia
- Automeris kopturae
- Automeris larra
- Automeris latenigra
- Automeris laticinctus
- Automeris lauroia
- Automeris lauta
- Automeris lemensis
- Automeris levrati
- Automeris liberia
- Automeris lichyi
- Automeris lilith
- Automeris limpida
- Automeris lineatus
- Automeris louisiana
- Automeris lutheri
- Automeris macareis
- Automeris macphaili
- Automeris maculatus
- Automeris maeonia
- Automeris malvacea
- Automeris margaritae
- Automeris masti
- Automeris megalops
- Automeris melanops
- Automeris melmon
- Automeris meridiana
- Automeris meridionalis
- Automeris metzli
- Automeris mexicana
- Automeris micheneri
- Automeris midea
- Automeris mirabilis
- Automeris mixtus
- Automeris modesta
- Automeris moerens
- Automeris moloneyi
- Automeris montezuma
- Automeris moresca
- Automeris morescoides
- Automeris naranja
- Automeris nebulosus
- Automeris neomexicana
- Automeris niepelti
- Automeris nigra
- Automeris nigrescens
- Automeris nigrocinctus
- Automeris nigrolineata
- Automeris nopaltzin
- Automeris oberthürii
- Automeris oblonga
- Automeris obscura
- Automeris obsoleta
- Automeris occidentalis
- Automeris oiticicai
- Automeris orestes
- Automeris orneates
- Automeris orneatoides
- Automeris ovalina
- Automeris oweni
- Automeris packardi
- Automeris palegon
- Automeris pallens
- Automeris pallida
- Automeris pallidior
- Automeris pamina
- Automeris panamensis
- Automeris paramaculata
- Automeris parilis
- Automeris peigleri
- Automeris pelotas
- Automeris pencillatus
- Automeris pernambucensis
- Automeris peruviana
- Automeris peruvianus
- Automeris phales
- Automeris phrynon
- Automeris pichinchensis
- Automeris pictus
- Automeris pomifera
- Automeris postalbida
- Automeris proximus
- Automeris pupilla
- Automeris pylades
- Automeris randa
- Automeris rectilinea
- Automeris rosea
- Automeris roseus
- Automeris rotunda
- Automeris rougeoti
- Automeris rubiginosa
- Automeris rubrescens
- Automeris rufobrunnea
- Automeris schwartzi
- Automeris seclusa
- Automeris serpina
- Automeris simplex
- Automeris sinuatus
- Automeris strandi
- Automeris styx
- Automeris submacula
- Automeris subobscura
- Automeris subpictus
- Automeris surinamensis
- Automeris sybilla
- Automeris tamphilus
- Automeris tamsi
- Automeris tetraomma
- Automeris texana
- Automeris themis
- Automeris thyreon
- Automeris titania
- Automeris tridens
- Automeris tristis
- Automeris tucumana
- Automeris umbracticus
- Automeris umbrosa
- Automeris unifasciatus
- Automeris unilateralis
- Automeris varia
- Automeris watsoni
- Automeris vergnei
- Automeris windiana
- Automeris vinosus
- Automeris violacea
- Automeris violascens
- Automeris vividior
- Automeris vomona
- Automeris zaruma
- Automeris zelleri
- Automeris zephyria
- Automeris zephyriata
- Automeris zozine
- Automeris zugana
- Automeris zurobara